# Naudedrillia
Naudedrillia là một chi ốc biển, là động vật thân mềm chân bụng sống ở biển trong họ Turridae.

## Các loài
Các loài thuộc chi Naudedrillia bao gồm:
- Naudedrillia angulata Kilburn, 1988[2]
- Naudedrillia cerea Kilburn, 1988[3]
- Naudedrillia filosa Kilburn, 1988[4]
- Naudedrillia hayesi Kilburn, 2005[5]
- Naudedrillia mitromorpha Kilburn, 1988[6]
- Naudedrillia nealyoungi Kilburn, 1988[7]
- Naudedrillia perardua Kilburn, 1988[8]
- Naudedrillia praetermissa (Smith E. A., 1904)[9]